# Frisius-Erdglobus von 1536

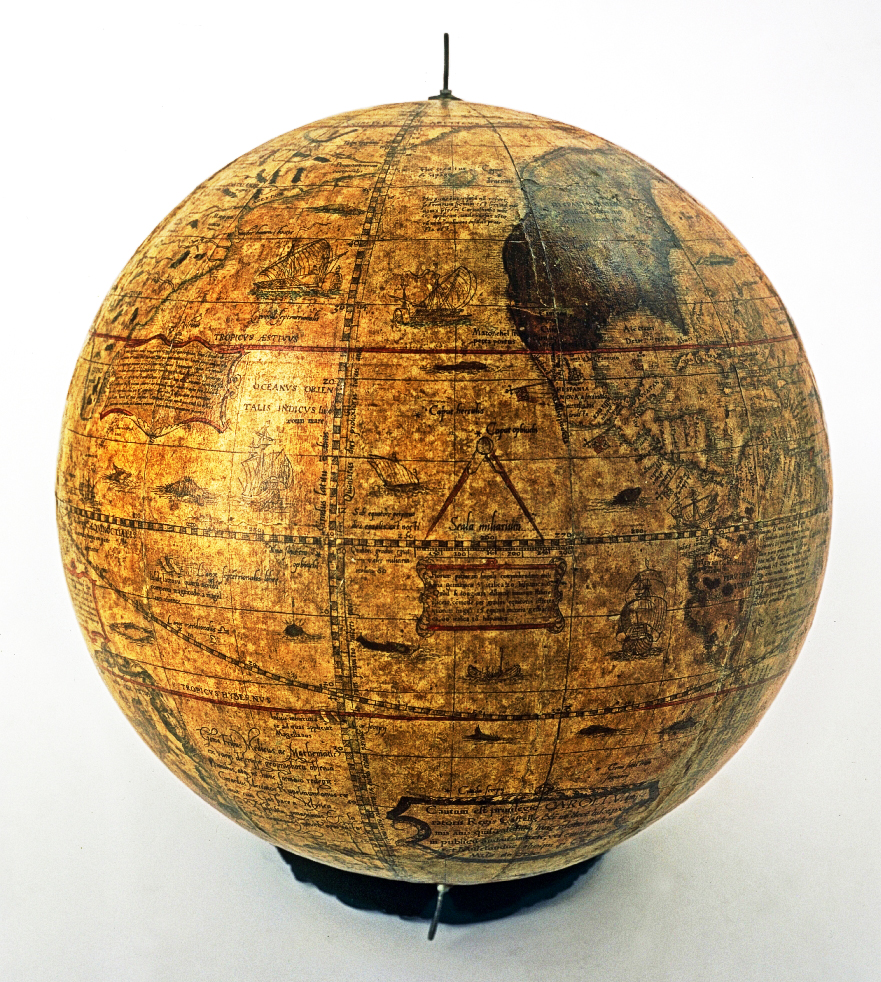
Der Frisius-Erdglobus aus der Österreichischen Nationalbibliothek

Der Frisius-Erdglobus von 1536 ist ein von dem Löwener Mathematiker Gemma R. Frisius hergestelltes, kugelförmiges Modell der Erde. Besondere Bedeutung erlangte der Globus, weil auf ihm erstmals der Kartograf Gerhard Mercator als Kupferstecher in Erscheinung trat.

## Geschichte
Gemma R. Frisius begann ab 1530 mit der Erstellung von Erdgloben, die parallel zu seinen  Vorlesungen an der Universität Löwen geschaffen wurden. Zur selben Zeit erschienen auch theoretische Werke, die die Globenherstellung behandeln. 1537 wurde er wegen dieser Arbeiten auf den Lehrstuhl für Medizin und Mathematik berufen. Einige Jahre zuvor, 1534, hatte er mit der Arbeit an einem Globenpaar begonnen, das aus einem Erd- und einem Himmelsglobus bestehen sollte.
Während Frisius selbst die theoretische Grundlage für den Bau der Globen lieferte, beauftragte er zwei Handwerker aus seinem Umfeld mit der Ausführung der Arbeit. Es handelte sich um den Druckplattenmacher Gaspard van der Heyden und dessen Schüler Gerhard Mercator, der sich ab 1530 im Selbststudium die Globenherstellung beigebracht hatte. Die beiden erhielten den Auftrag, den Kupferstich der Erdkugel zu übernehmen. Wahrscheinlich zeichnete Mercator das Kartenbild ins Reine und zog die Globensegmente auf die Sphären auf.
Die kartographischen Elemente fügte Frisius wohl selbst ein, wobei sich die Karte an älteren Vorlagen orientierte. Für das Kartenbild griff der Löwener Gelehrte auf die Karten des Claudius Ptolemäus zurück. Daneben spielte der Reisebericht des Marco Polo eine Rolle bei der Anlage der Karte. Frisius griff auch auf die Texte des portugiesischen Entdeckers João Vaz Corte-Real, des Weltumseglers Ferdinand Magellan und die Berichte des Eroberers Hernán Cortés zurück.
Das Werk war bis zum Jahr 1536 vollendet und wurde dem kaiserlichen Berater Maximilianus Transylvanus gewidmet, der selbst ein Buch über Magellans Reise verfasst hatte. Der Kaiser Karl V. hatte den Globus mit einem zehnjährigen Privileg versehen, sodass Frisius sein Werk verkaufen konnte, ohne Raubdrucke befürchten zu müssen. Mercators und van der Heydens Wirken wurde auf einer Kartusche ausdrücklich erwähnt. Der Globus wurde ein großer Verkaufserfolg. 1539 erschien ein nach seiner Vorlage gedruckter Globus von Jakob Stampfer, den dieser für den Sammler Bonifacius Amerbach gearbeitet hatte. Der 1541 herausgegebene Globus von Gerhard Mercator greift ebenfalls auf das Werk zurück.

## Beschreibung
Der Erdglobus von 1536 hat einen Durchmesser von circa 37 Zentimetern. Der Maßstab ist mit etwa 1:35.000.000 anzugeben. Das Werk gibt die Ost-West-Erstreckung der Kontinente etwas zu groß wider. Hauptquelle stellten die antiken Karten des Ptolemäus dar, weshalb sich auch das Kartenbild an den bereits jahrtausendealten Vorbildern orientiert. Frisius gelang es, die Eroberungen der Familie Pizarro im heutigen Peru mit aufzunehmen, die erst wenige Jahre zuvor begonnen hatten.
Der Pazifische Ozean diente Frisius als Ort, an dem die Kartuschen mit den für das Verständnis des Globus elementaren schriftlichen Zusätzen untergebracht wurden. Neben dem Privileg des Kaisers, der Widmung an Transylvanus und der Herstellervermerke wurde hier auch der Leitspruch „Sola vincit virtus“ (lat. Allein die Kunst siegt) vermerkt. Anders als auf den späteren Globen verzichtete Frisius weitgehend auf die Darstellung des noch unentdeckten Südkontinents. Er wurde lediglich an zwei Stellen angedeutet.

## Exemplare
Vom Frisius-Erdglobus von 1536 hat sich nur ein Exemplar in einer Wiener Sammlung erhalten. Der einzige weitere, in der Literatur nachweisbare Globus ging im Zweiten Weltkrieg verloren.
- Wien, Sammlung Professor Rudolf Schmidt, zuvor in der Österreichischen Nationalbibliothek
- Zerbst (†), Gymnasium Francisceum[5], das Exemplar wurde um 1900 vom Geografen Walther Ruge als Werk des Frisius identifiziert[6]